# Marc Tarabella
Marc Tarabella (* 11. březen 1963, Ougrée) je belgický politik a poslanec Evropského parlamentu za Francouzské společenství Belgie se Socialistickou stranou, která je součástí Socialistické skupiny. V únoru 2023 byl v Evropském parlamentu obviněn z korupce a praní špinavých peněz v souvislosti s katarským korupčním skandálem.

## Mládí
Tarabella se narodil v Ougrée, předměstí Seraingu, do rodiny pocházející z Versilie v Itálii.

## Vzdělání
V roce 1986 získal titul v oboru sociologie na Lutyšské univerzitě. O dva roky později se stal pracovníkem v úřadu předsedy vlády Valonska. Roku 1990 se stal zákaznickým poradcem ve Všeobecném spořicím a penzijním fondu.

## Politická kariéra

### Kariéra v národní politice
V letech 1988 až 1994 byl členem rady města Anthisnes. Od roku 1994 byl jeho starostou. Roku 2000 se stal členem výkonného výboru federace Huy-Waremme Socialistické strany. O dva roky později převzal roli belgického koordinátora výborů podporujících Ingrid Betancourtovou. Roku 2003 se stal předsedou Valonské nadace pro venkov.

### Poslanec Evropského parlamentu
V parlamentu zasedal ve Výboru Evropského parlamentu pro zemědělství a rozvoj venkova. Byl náhradníkem Výboru pro zaměstnanost a sociální věci a místopředsedou Delegace pro vztahy se zeměmi jihovýchodní Asie a Sdružením národů jihovýchodní Asie (ASEAN).
V lednu 2021 se stal členem italské levicové strany Článek jedna.
Uprostřed katarského korupčního skandálu v Evropském parlamentu na konci roku 2022 prohledala belgická policie jeho dům. Následně se suspendoval ze skupiny S&D a Valonská socialistická strana mu zrušila členství. Odstoupil také jako člen a místopředseda delegace Evropského parlamentu v Kataru a dalších zemích Arabského poloostrova.
V únoru 2023 Evropský parlament odhlasoval zbavení Tarabella imunity. Následně byl zatčen, obviněn z korupce a praní špinavých peněz a vzat do vazby. Jakékoli pochybení odmítl. V dubnu 2023 byl propuštěn z vězení a následující měsíc propuštěn z domácího vězení.